# Garthiope spinipes
Garthiope spinipes is een krabbensoort uit de familie van de Xanthidae. De wetenschappelijke naam van de soort werd in 1880, als Micropanope spinipes, voor het eerst geldig gepubliceerd door Alphonse Milne-Edwards.